# UGK
Az UGK (Underground Kingz) 1987-től 2007-ig működött amerikai rap együttes volt. Karrierjük alatt 6 nagylemezt dobtak piacra. A zenekart Bun B és Pimp C rapperek alkották. Pimp C 2007-ben elhunyt, így az UGK története is befejeződött. Albumaikat a Jive Records kiadó dobta piacra. Együttműködtek már több egyéb ismert rap zenésszel/együttessel, pl.: Jay-Z, Three 6 Mafia, Outkast.

## Diszkográfia
- Too Hard to Swallow (stúdióalbum, 1992)
- Super Tight (stúdióalbum, 1994)
- Ridin' Dirty (stúdióalbum, 1996)
- Dirty Money (stúdióalbum, 2001)
- Underground Kingz (stúdióalbum, 2007)
- UGK 4 Life (stúdióalbum, 2009, posztumusz kiadás)

## Egyéb kiadványok
- The Southern Way (EP, 1992)
- Banned (EP, 1992)
- Lost Tracks (válogatáslemez, 2002)
- Side Hustles (válogatáslemez, 2002)
- Best of UGK (válogatáslemez, 2003)
- UGK Chopped and Screwed (válogatáslemez, 2014)
- The Essential UGK (válogatáslemez, 2014)
- The Bigtyme Way (mixtape, 2014)